# 威爾遜鎮區 (堪薩斯州馬里昂縣)
威爾遜鎮區（英語：Wilson Township）為美國堪薩斯州馬里昂縣轄下的鎮區。2010年美国人口普查中此鎮區人口有201人。

## 地理
威爾遜鎮區涵蓋總面積為93.5平方（36.09平方英里），其中陸地面積為93.4平方（36.07平方英里），水域面積為0.052平方（0.02平方英里）或0.06%。海拔高度1,352（4,436英尺）。

## 人口統計
根據2010年美國人口普查，威爾遜鎮區人口有201人，其中男性有103人，女性有98人，人口密度為每平方公里2.15人，住房計100戶。鎮區內的白人有195人，非裔美國人有0人，美洲原住民有0人，亞裔美國人有3人，太平洋島裔美國人有0人，其他種族有0人，混血種族則有3人。此外鎮區內有0人為西班牙裔或拉丁裔美國人。此鎮區之年齡中位數為48.3歲，而男性年齡中位數為49.7歲，女性年齡中位數為0.0歲。